# Oldřich Doubek
Oldřich Doubek (29. června 1908, Lipnice nad Sázavou – 1. července 1989, Praha) byl český vojenský a civilní pilot.

## Život

### Mládí
Narodil se v Lipnici nad Sázavou, kde prožil i dětství a vychodil obecnou školu, poté navštěvoval měšťanskou školu ve Světlé nad Sázavou a obchodní školu v Německém Brodě.

### Vojenský pilot
V roce 1925 si podal přihlášku do Školy pro odborný dorost letectva v Prostějově, do které ve stejném roce nastoupil. Školu dokončil v roce 1926 a pokračoval ve výcviku na Pokračovací letecké škole jednosedadlové tzv. stíhací v Chebu, výcvik dokončil v květnu 1927.
Poté se stal stíhacím pilotem 31. letky u 3. leteckého pluku "generála letce M. R. Štefánika" na letišti ve Vajnorech. Od září 1927 do března 1928 působil v letecké škole v Prostějově jako instruktor vojenského výcviku. V květnu roku 1929 byl přeložen k 36. stíhací letce 1. leteckého pluku v Praze, a později k 72. bombardovací letce. V roce 1930 tři měsíce létal s hydroplány v jugoslávské Boce Kotorské. V roce 1931 absolvoval kurz nočního létání a létání podle přístrojů, po jeho absolvování nastoupil k 82. letce u 5. leteckého pluku, nočního bombardovacího. V roce 1932 se podílel na výcviku pilotů v kurzu nočního létání a létání podle přístrojů, který se konal u 5. pluku.

### Dopravní pilot
V roce 1933 složil zkoušky, potřebné pro létání v civilním letectví a na konci roku odešel do civilu. V lednu 1934 nastoupil do Baťovy letecké společnosti na letišti v Otrokovicích. U společnosti provedl 354 letů. V průběhu roku se oženil a koncem roku podal výpověď. Začátkem roku 1935 nastoupil jako pilot u Československých státních aerolinií. U ČSA létal až do německé okupace v březnu 1939 a absolvoval 2500 letů.
Během okupace se zapojil do odbojové činnosti a v březnu 1941 byl zatčen gestapem. V červenci byl propuštěn a Němci ho příležitostně sledovali.
V roce 1945 se podílel na poválečné obnově ČSA. V březnu 1946 začal opět létat a do září 1950 nalétal 3300 hodin, stal se jedním z kapitánů ve společnosti. V roce 1949 překročil hranici milion nalétaných kilometrů. V únoru 1947 se stal mluvčím při stávce leteckého personálu, který tak protestoval proti zanedbávané údržbě letadel.

### Po propuštění z ČSA
Začátkem října roku 1950 byl Oldřich Doubek během komunistických čistek propuštěn a odmítl nabízenou spolupráci s StB. Po propuštění z ČSA se živil dělnickými profesemi a provázely ho závažné zdravotní problémy. Během následujících let usiloval o rehabilitaci. V roce 1968 bylo jeho propuštění uznáno za nezákonné. Plně rehabilitován byl až po své smrti v roce 1991.
V 80. letech napsal knihu, ve které vzpomíná na svoji leteckou kariéru a zachycuje vývoj československého letectví od poloviny 20. let do roku 1950. Kniha vyšla v roce 1988 pod názvem Ikarové bez legend a bájí. V roce 2016 byla kniha doplněna Miroslavem Jindrou a vydána pod názvem Ikarové bez legend a bájí - Velký příběh o létání a dosud neznámé poválečné historii letectví ve světle archivu StB. V červenci 1989 zemřel na následky mozkové mrtvice.
V roce 2018 figuroval mezi nominovanými v anketě Letecká osobnost století.